# Cividade
Cividade ist eine ehemalige Gemeinde (Freguesia) im Norden Portugals.

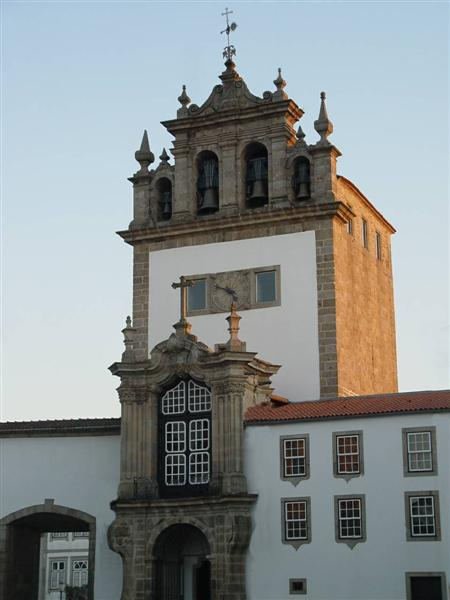
Capela da Nossa Senhora da Torre

Cividade gehört zum Kreis und zum Stadtkern von Braga im gleichnamigen Distrikt Braga. Die Gemeinde hatte eine Fläche von 0,3 km² und 1435 Einwohner (Stand 30. Juni 2011).
Am 29. September 2013 wurden die Gemeinden Braga (Cividade), Braga (Maximinos) und Braga (Sé) zur neuen Gemeinde União das Freguesias de Braga (Maximinos, Sé e Cividade) zusammengeschlossen.

## Bauwerke (Auswahl)
- Igreja de São Paulo (Braga)
- Igreja de São Sebastião das Carvalheiras
- Castelo de Braga
- Teatro Romano do Alto da Cividade